# Олі (Пенсільванія)
Олі (англ. Oley) — переписна місцевість (CDP) в США, в окрузі Беркс штату Пенсільванія. Населення — 1244 особи (2020).

## Географія
Олі розташоване за координатами 40°23′23″ пн. ш. 75°47′17″ зх. д. / 40.38972° пн. ш. 75.78806° зх. д. (40.389759, -75.788146).  За даними Бюро перепису населення США в 2010 році переписна місцевість мала площу 3,22 км², з яких 3,18 км² — суходіл та 0,04 км² — водойми.

## Демографія
Згідно з переписом 2010 року, у переписній місцевості мешкали 1282 особи в 529 домогосподарствах у складі 362 родин. Густота населення становила 398 осіб/км².  Було 555 помешкань (172/км²).
Расовий склад населення:
| - 97,8 % — білих - 0,6 % — азіатів - 0,4 % — чорних або афроамериканців |

До двох чи більше рас належало 0,5 %. Частка іспаномовних становила 3,0 % від усіх жителів.
За віковим діапазоном населення розподілялося таким чином: 22,9 % — особи молодші 18 років, 63,1 % — особи у віці 18—64 років, 14,0 % — особи у віці 65 років та старші. Медіана віку мешканця становила 42,6 року. На 100 осіб жіночої статі у переписній місцевості припадало 96,3 чоловіків;  на 100 жінок у віці від 18 років та старших — 94,3 чоловіків також старших 18 років.
Середній дохід на одне домашнє господарство  становив 72 784 долари США (медіана — 67 782), а середній дохід на одну сім'ю — 76 483 долари (медіана — 70 625). Медіана доходів становила 51 094 долари для чоловіків та 38 750 доларів для жінок. За межею бідності перебувало 1,7 % осіб, у тому числі 0,0 % дітей у віці до 18 років та 0,0 % осіб у віці 65 років та старших.
Цивільне працевлаштоване населення становило 766 осіб. Основні галузі зайнятості: освіта, охорона здоров'я та соціальна допомога — 26,6 %, виробництво — 18,1 %, науковці, спеціалісти, менеджери — 14,4 %.